# 莫比尔湾

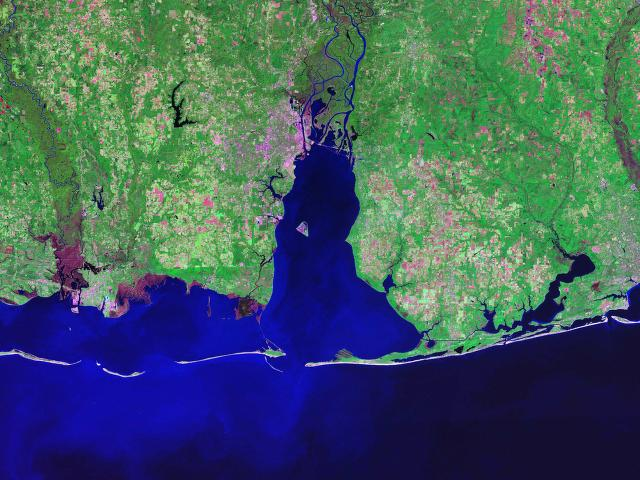
莫比尔湾

莫比尔湾（英語：Mobile Bay）是墨西哥湾的一个浅湾，位于美国阿拉巴马州境内。它的河口由东侧的摩根堡半岛和西侧的障壁岛多芬岛组成。莫比尔河和坦索河注入海湾北端，使其成为一个河口。几条较小的河流也流入海湾：海湾西侧的狗河、鹿河和福尔河，以及东侧的鱼河。莫比尔湾是美国第四大河口，每秒流量为62,000立方英尺（1,800立方米）。每年通常在夏季，鱼类和甲壳类动物都会聚集在浅滩海岸线和海湾沿岸。
莫比尔湾面积1,070平方公里（413平方英里）。它长50公里（31英里），最大宽度为39公里（24英里）。海湾最深的区域位于航道内，有时深度超过75英尺（23m），但海湾的平均深度为10英尺（3m）。